# ピエール・ピュジェ
ピエール・ピュジェ（Pierre Paul Puget、1620年10月16日 - 1694年12月2日）はフランスの彫刻家、画家、建築家である。フランスのバロック期を代表する彫刻家の一人である。

## 略歴
マルセイユの煉瓦積み職人の息子に生まれた。2人の兄が父親の仕事の修行をし、ピエール・ピュジェは木彫り職人の修行をして、14歳からマルセイユの造船所で、ガレー船の装飾をして働き、また絵の才能も認められた。
18歳になった1640年にイタリアのリヴォルノに渡り、フィレンツェを経てローマに移り、ローマの画家、ピエトロ・ダ・コルトーナの助手になりローマのパラッツォ・バルベリーニやフィレンツェのピッティ宮殿の天井画を描く仕事に加わった。
3年間、コルトーナのもとで働いた後、フランスに戻り、マルセイユで装飾画家として働いた後、フランス海軍の提督、ジャン・アルマン(Jean Armand de Maillé-Brézé)の支援を受けて、1646年に提督が亡くなるまでトゥーロンの海軍の船の装飾の仕事もした。1650年に結婚し、1655年ころから彫刻の仕事もするようになり、1655年にトゥーロンの市庁舎の装飾彫刻の仕事をした。
彫刻家としての評判が高まり、1660年ころには貴族にに招かれてパリで仕事をした。ルイ14世の大蔵卿、ニコラ・フーケの依頼の仕事をするが、1661年8月、フーケが失脚すると後任のジャン＝バティスト・コルベールによってピュジェも国家資金の横領の罪で逮捕、投獄された。コルベールからの仕事の依頼をピュジェが断ったことを不快に思っていたのが、告発の理由ともされる。このことからピュジェはイタリアに移ることにした。
1661年から1668年の間はローマやジェノアで働いた。1669年に再び、フランスに戻り、トゥーロンの造船所で働き、1679年からは故郷マルセイユで働いた。

## 作品

### 彫刻

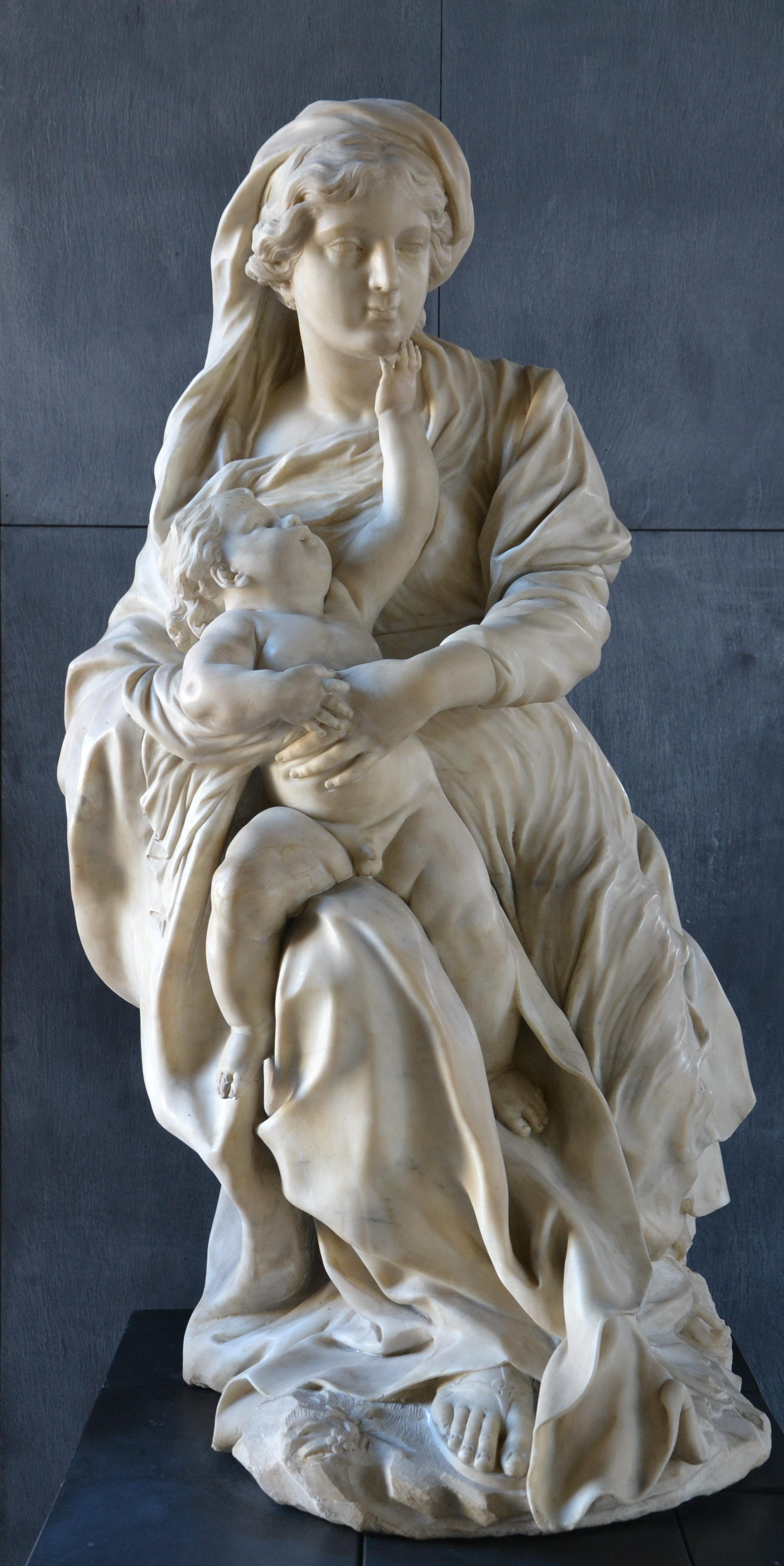
聖母子、ジェノアのサンタゴスティーノ博物館蔵
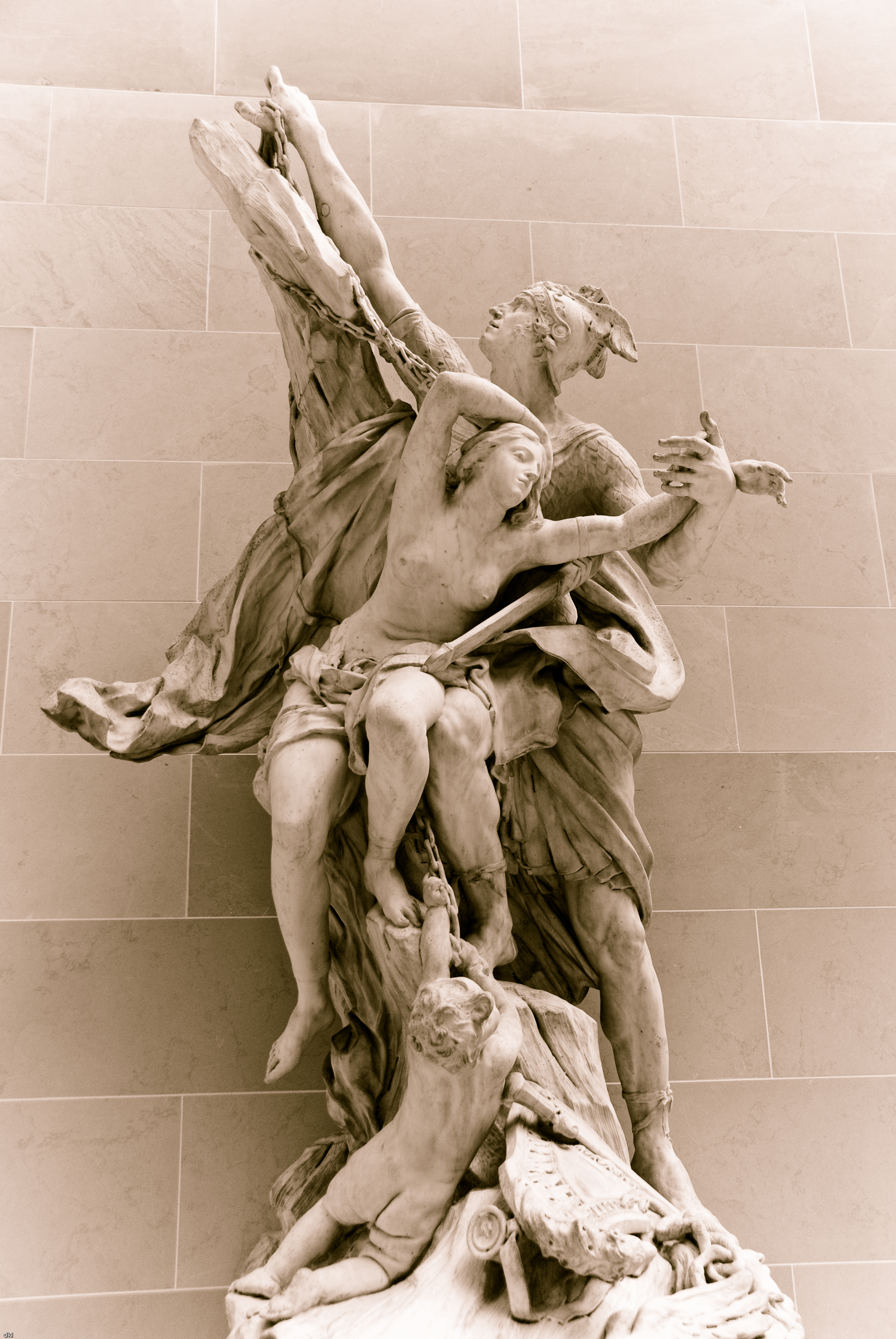
ペルセウスとアンドロメダ、ルーブル美術館蔵
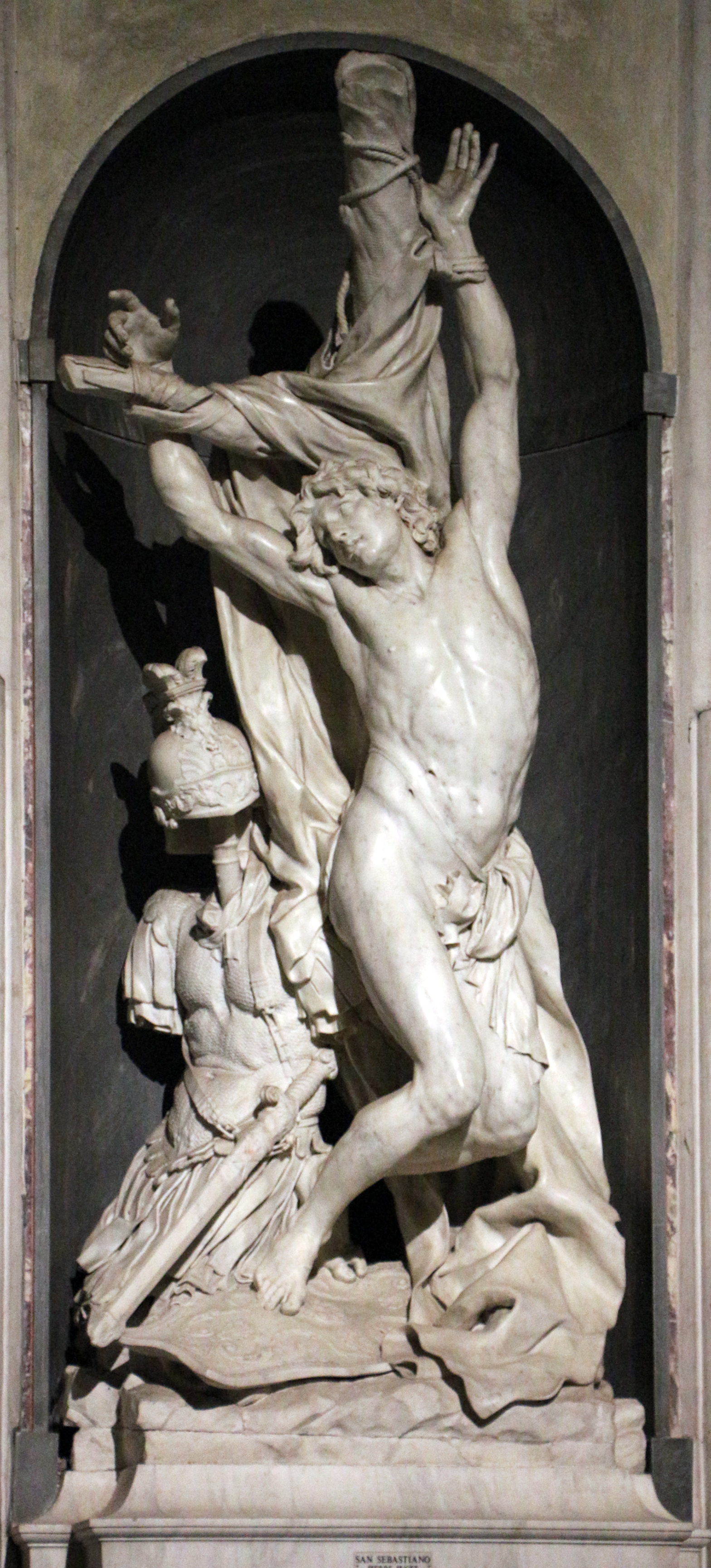
聖セバスティアヌス
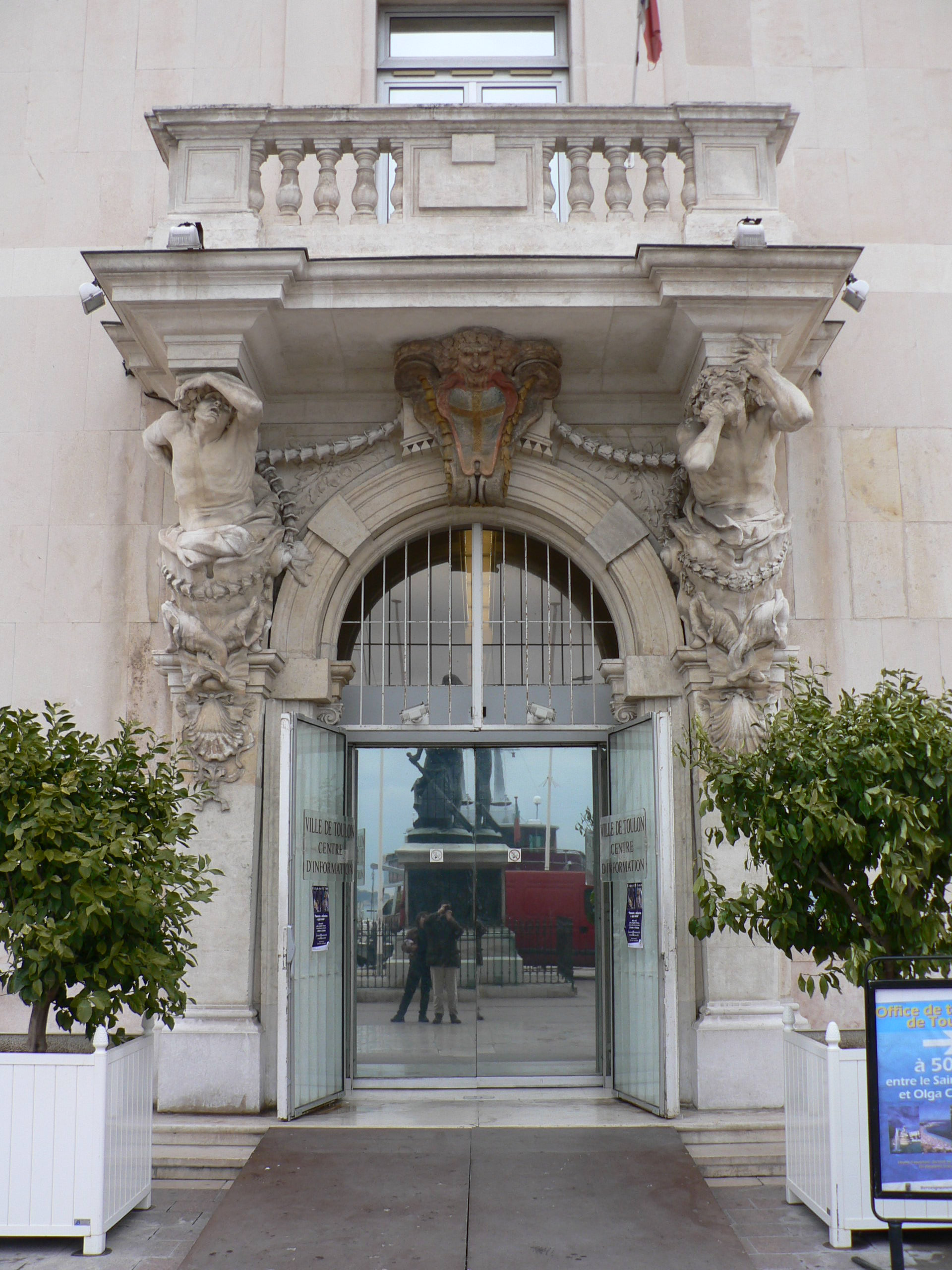
トゥーロンの建築の装飾彫刻

### 絵画

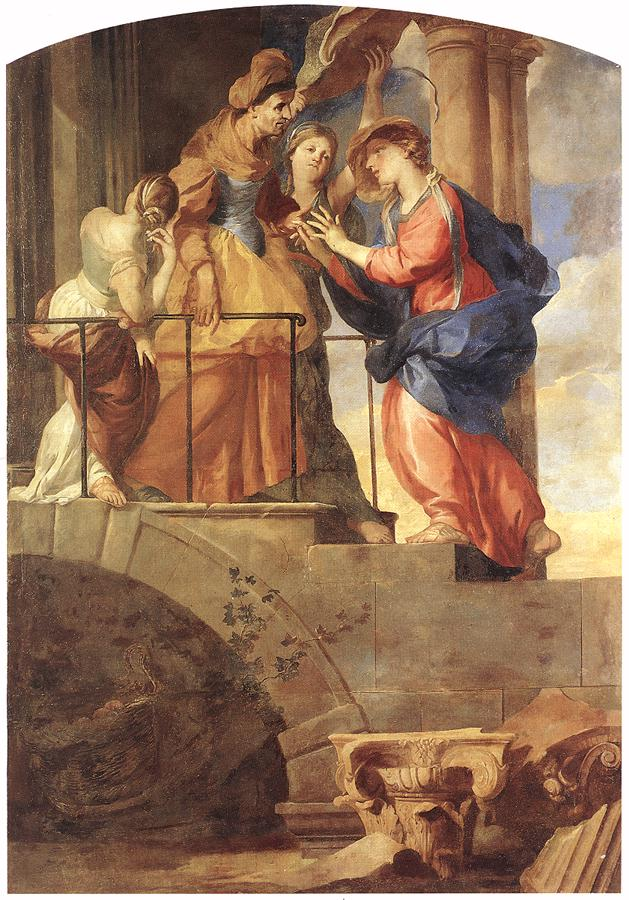
エリザベト訪問
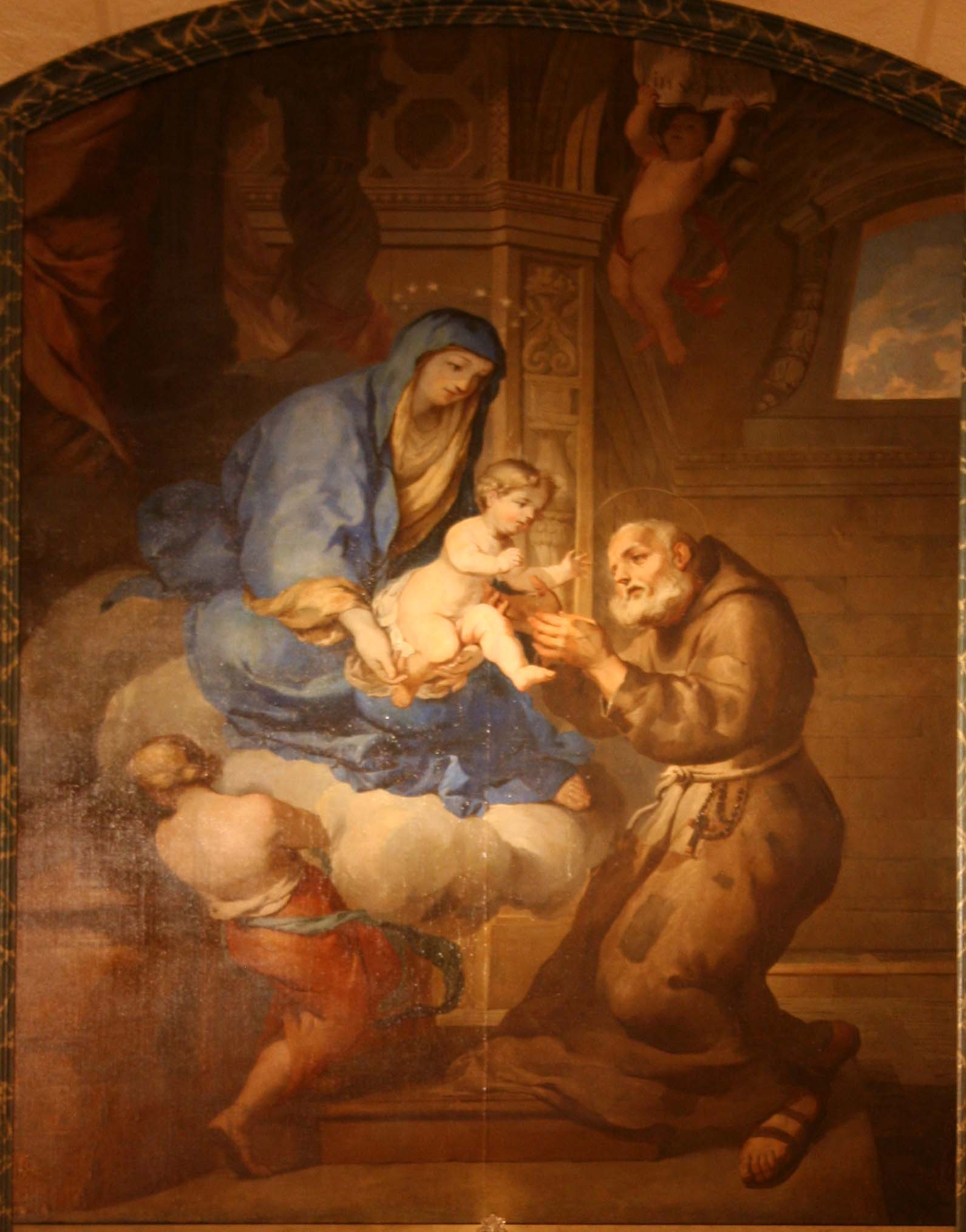
Apparition of the Virgin to Saint Felix of Cantalic
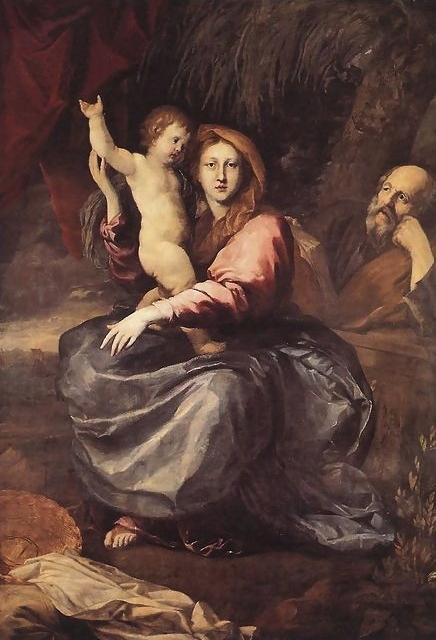
The Holy Family at the Palm tree.
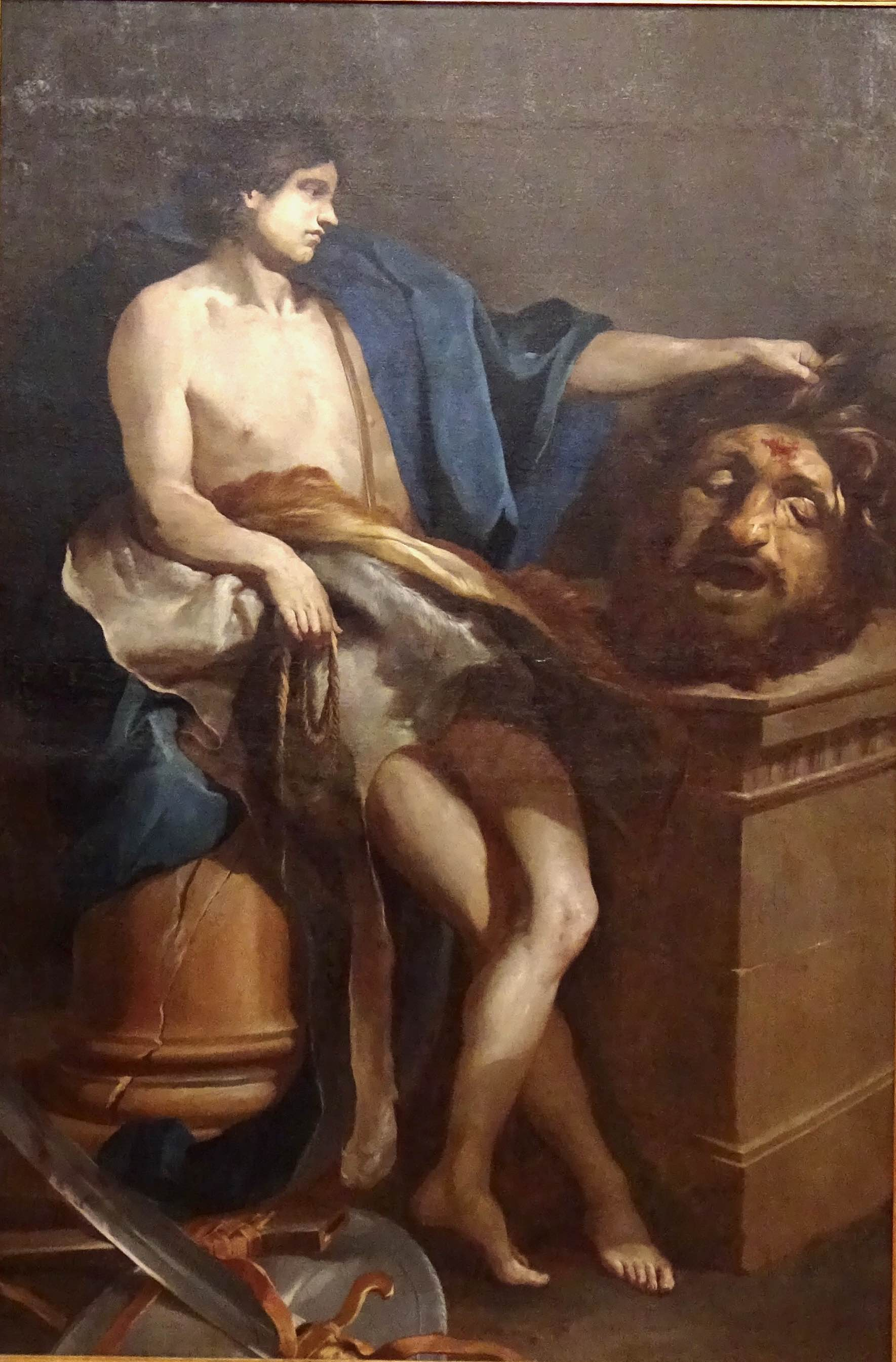
David Gazing at Goliath's Head